# Michael Tarazi
Michael Tarazi es un abogado palestino-estadounidense y exasesor de la Organización para la Liberación de Palestina (OLP). Ha trabajado para el equipo de gobierno del Grupo Consultivo para Ayudar a los Pobres (CGAP), una organización que promueve las microfinanzas .

## Trayectoria
Tarazi nació en la ciudad de Kuwait (Kuwait), de padres cristianos palestinos. Creció en Boulder, Colorado, y asistió a la Academia Phillips en Andover, Massachusetts. Se graduó en la Universidad de Harvard y obtuvo su título de abogado en la Facultad de Derecho de Harvard. Ha desarrollado la mayor parte de su carrera profesional como abogado corporativo. Ha vivido en Nueva York, Helsinki, París, Estambul y Budapest, antes de su paso por la OLP.
Tarazi se mudó a Ramalah en 2000 para trabajar como portavoz y asesor legal del equipo negociador de la OLP. Al hablar inglés con fluidez, fue citado en numerosas ocasiones en medios de comunicación, incluidos la CNN, NBC, ABC y la BBC. Realizó una gira por Estados Unidos exponiendo el conflicto israelí-palestino. El 7 de junio de 2002, Tarazi fue descrito en un artículo de portada del periódico Wall Street Journal como "el defensor palestino más elocuente y sofisticado en años".
Tarazi ha actuado como cómico en el Festival de Comedia Árabe Estadounidense de Nueva York, donde su biografía lo describe como "un árabe estadounidense soltero". Habla inglés, árabe y francés.